# Ландграф, Франц
Франц Ландграф (нем. Franz Landgraf, 16 июля 1888 Мюнхен Германская империя — 19 апреля 1944 Штутгарт Германия) — немецкий генерал-лейтенант, командир танковых соединений вермахта во время Второй мировой войны.

## Биография
7 июля 1909 года после окончания кадетского корпуса в звании фенриха поступил на службу в 5-й Баварский пехотный полк. 26 октября 1911 года произведён в лейтенанты.
С 1 по 20 августа 1914 года командир взвода в 5-м Баварском пехотном полку. Участник Первой мировой войны. Почти всю войну прошёл в этом полку. С 20 августа 1914 года по 10 февраля 1915 года адъютант II батальона (начальник штаба) в 5-м Баварском пехотном полку. 9 июля 1915 года произведён в обер-лейтенанты. С 10 февраля по 24 марта 1915 года командир 10-й роты 5-го Баварского пехотного полка. С 24 марта по 21 мая 1915 года командир 7-й роты 5-го Баварского пехотного полка. С 21 мая 1915 года по 10 декабря 1918 года полковой адъютант (начальник штаба) 1-го Баварского егерского полка Германского альпийского корпуса.
Ноябрьскую революцию 1918 года не принял. С 10 декабря 1918 года до 1 января 1919 года был переведён в 5-й Баварский пехотный полк. С 1 января по 10 марта 1919 года полковой адъютант (начальник штаба) 5-го Баварского пехотного полка. С 10 марта по 20 апреля 1919 года командир 2-й роты добровольцев в 5-м Баварском пехотном полку. Принимал участие в разгроме Баварской Советской республики в рядах добровольческих формирований. С 20 апреля 1919 года по 27 февраля 1920 года переведён в Добровольческий корпус «Бамберг». 19 августа 1919 года произведён в капитаны. С 27 февраля по 1 октября 1920 года служил в 46-м пехотном полку. С 1 октября 1920 года по 1 октября 1928 года командир роты, адъютант 21-го пехотного полка.
С 1 октября 1928 года и в 1934 году адъютант Управления основной военной подготовки в г. Графенвёр (Бавария). 1 февраля 1931 года произведён в майоры. В 1934 году до 1 апреля 1934 года служил в 21-м пехотном полку. С 1 апреля до 1 октября 1934 года командир учебного батальона 21-го пехотного полка. 1 июля 1934 года произведён в подполковники. С 1 октября 1934 года до 1 октября 1936 года командир батальона 2-го стрелкового полка. 1 июня 1936 года присвоен чин полковника.
С 1 октября 1936 года до 15 октября 1939 года командир 7-го танкового полка 1 танковой дивизии расквартированный в Вайхингене. 3 — 10 октября 1938 года со своим полком в составе 1-й танковой дивизии участвовал в оккупации Судетской области (Чехословакия). С 15 октября 1939 года до 6 июня 1941 года командир 4-й танковой бригады сформированной в Штутгарте. Бригада принимала участие в боевых действиях в Польше. 1 сентября 1940 года произведён в генерал-майоры.
С 6 июня до 23 ноября 1941 года командир 6-й танковой дивизии сформированной в Вуппертале. 22 июня 1941 года 6-я танковая дивизия в составе 41-го моторизованного корпуса 4-й танковой группы группы армий «Север» вторглась на территорию СССР. В июне боевые группы «Раус» и «Зекендорф» 6 танковой дивизии участвовали в бою под Расейняем, где её продвижение в течение двух суток героически сдерживал один-единственный советский КВ-1. Дивизия с ожесточёнными боями вышла к Ленинграду и участвовала в блокаде этого города. Приданная 56-му моторизованному корпусу 3-й танковой группе группы армий «Центр» в октябре 1941 года, переброшена под Москву и понесла тяжелые потери во время контрнаступления советских войск зимой 1941/42 гг. Командир дивизии Ф. Ландграф в ходе боёв под Москвой поздней осенью 1941 года серьёзно подорвал своё здоровье и от болезни так и не оправился.
C 23 ноября 1941 года до 15 апреля 1942 года — находился на лечении в госпитале. С 15 апреля до 1 мая 1942 года в резерве Верховного командования сухопутных войск (вермахта).
C 1 мая по 10 мая 1942 года командир 155-й дивизии. С 10 мая 1942 года до 5 апреля 1943 года командир 155-й моторизованной дивизии (после реорганизации 155-й дивизии). 1 сентября 1942 года произведён в генерал-лейтенанты. С 5 апреля до 1 августа 1943 года командир 155-й танковой дивизии (после реорганизации 155-й моторизованной дивизии). С 1 августа до 24 августа 1943 года командир 155-й резервной танковой дивизии (после реорганизации 155-й танковой дивизии).
С 24 августа до 6 сентября 1943 года в отпуске по болезни. С 6 сентября до 30 сентября 1943 года командир 155-й резервной танковой дивизии. С 1 октября 1943 года до 19 апреля 1944 года в резерве Верховного командования сухопутных войск (вермахта).
19 апреля 1944 года умер в Штутгарте.

## Награды
- Медаль принца-регента Луитпольда (1905) (Королевство Бавария)
- Орден «За военные заслуги» 4-го класса с короной и мечами (Королевство Бавария)
- Железный крест (1914) 2-го и 1-го класса (Королевство Пруссия)
- Медаль «За храбрость» (Великое герцогство Гессен)
- Крест «За военные заслуги» 3-го класса с воинским отличием (Австро-Венгрия)
- Почётный крест Первой мировой войны 1914/1918 с мечами (1934)
- Медаль «За выслугу лет в вермахте» с 4-го по 1-й класс
- Медаль «В память 13 марта 1938 года»
- Пряжка к Железному кресту (1939) 2-го и 1-го класса
- Рыцарский крест Железного креста (16 июня 1940)
- Нагрудный знак «За танковую атаку» в серебре